# صافية الدين تاج العالم
السلطانة صافية الدين تاج العالم شاه (1612 – 23 أكتوبر 1675) كانت الحاكم الرابع عشر لآتشيه. وهي ابنة السلطان إسكندر مودا وزوجة خليفته إسكندر شاه الثاني. أصبحت سلطانة بعد وفاة زوجها وحكمت من عام 1641 إلى عام 1675، وكانت الأولى من بين أربع نساء يشغلن هذا المنصب على التوالي.

## زواجها وتتويجها
كانت تُسمى في الأصل بوتري سري علم بيرميسوري. في عام 1617، غزا والدها إسكندر مودا فهغ في شبه جزيرة ملايو. وأسر إسكندر شاه الثاني، ابن السلطان المهزوم، كسجين إلى آتشيه حيث نشأ باعتباره الابن بالتبني لإسكندر مودا. في عام 1619، عندما كان عمره 9 سنوات، تزوج من بوتري سري علم بيرميسوري بقصر بجوار قصر السلطان يسمى سري وارنا. بعد وفاة إسكندر مودا، تولى إسكندر شاه الثاني العرش لكنه توفي بعد فترة حكم قصيرة في 15 فبراير 1641. وأحدث خبر وفاته اضطرابات خطيرة بين نبلاء المملكة وفقد البعض حياتهم. لكن بعد ثلاثة أيام اتفقوا على تنصيب أرملة السلطان.

## حكم النساء في آتشيه
اعتلت بوتري سري علم العرش وحصلت على لقب سلطانة تاج العالم صافية الدين. وأصبحت الأولى من بين أربع سلطنات جلسن على العرش في الفترة 1641-1699. ونظرًا للطبيعة الإسلامية القوية لآتشيه، فقد أثار هذا جدلًا كبيرًا بين المؤرخين. يُنظر إلى تتويج تاج العالم على أنه محاولة من نبلاء آتشيه لإضعاف السلطة الملكية في أعقاب الإصلاحات الإدارية التي أجراها إسكندر مودا. ومنذ عهدها أصبحت السلطنة مؤسسة رمزية ضعيفة، واقتصرت سلطتها على العاصمة نفسها. في هذه الأثناء، كانت السلطة الحقيقية في أيدي الحكام الوراثيين للمناطق النائية والزعماء الدينيون (الأئمة أو العلماء). أشار التحليل الدقيق لعمر الملكات إلى أن هذه الفترة لا ينبغي بالضرورة أن يُنظر إليها على أنها فترة انحدار مجتمعي، حيث كانت تحكمها أيدٍ أكثر ليونة ومرونة مما كانت عليه قبل عام 1641، وأن آتشيه كانت قادرة على الصمود في وجه الضغط الغربي. إلى الحد الذي حافظت فيه على استقلالها. في بقية جزر الهند الشرقية، فقدت الدول الأصلية التي كانت قوية ذات يوم مثل ماتارام وتيرنات وبنتن وماكاسار استقلالها في أواخر القرن السابع عشر.
توفيت تاج العالم في 23 أكتوبر 1675. ولم تترك أي أطفال. مع وفاتها، ماتت عائلة علي الدين محياة شاه مؤسس السلطنة وحلت محلها الأسرة الأخرى. وكان خليفتها السلطانة نقية الدين نور العالم شاه.